# پیمان باکرگی
پیمان باکرگی یا پیمان ریاضت به تعهدی گفته می‌شود که طی آن نوجوانان و جوانان خود را ملزم به عدم انجام هر گونه رابطه جنسی پیش از ازدواج می‌دانند.
این‌گونه تعهدها عموماً در جامعه ایالات متحده آمریکا و به ویژه در میان مسیحیان انجیلی و دیگر مسیحیان رواج دارد و از آنجا که از دهه ۱۹۹۰ به این سو رواج آن بیش‌تر شده، برخی از آن حتی با عنوان جنبش باکرگی نیز یاد می‌کنند.
کارایی این پیمان‌های باکرگی به صورت گسترده مورد مطالعه قرار گرفته‌است. برخی پژوهش‌ها حاکی از آن است که این‌گونه پیمان‌ها در به تأخیر انداختن آمیزش جنسی مهبلی کارا بوده اما در پایین آوردن نرخ بیماری‌های آمیزشی تأثیری نداشته‌اند؛ چراکه ممکن است افراد اقدام به انجام عمل جنسی از راه‌های دیگر همچون آمیزش جنسی دهانی و آمیزش جنسی مقعدی نمایند. دیگر مطالعات نشان می‌دهند که چنین رفتاری ممکن است تنها در برخی از افراد متعهد شده به این پیمان رخ دهد و نه همه آن‌ها. همچنین این پیمان‌ها چنانچه متعهدان تصمیم به رابطه جنسی بگیرند، به پیشگیری از بارداری یاری می‌دهد. بر پایه تحقیقات این پیمان‌ها سبب می‌شوند که اشخاص کمینه تا سن ۲۵ سالگی سکس نکنند یا در صورت فعال شدن زندگی جنسیشان، با شریک‌های جنسی کم‌تری در ارتباط باشند. یک تحقیق هم نشان داد که هیچ تفاوتی میان کسانی که پیمان باکرگی بسته‌اند با آن‌ها که چنین پیمانی نبسته‌اند وجود ندارد.

## تاریخچه
نخستین سوداران حفظ باکرگی گروه عشق حقیقی شکیباست بود که در سال ۱۹۹۳ توسط کنوانسیون بپتیست جنوبی، که هم‌اکنون بیش از ۲٫۵ میلیون تن در سراسر دنیا عضو دارد، ایجاد شد.
یکی دیگر از پشتیبانان این قضیه گروه حلقه نقره‌ای است که در سال ۱۹۹۵ پایه‌گذاری شد و در رسانه‌های دنیا بارها بازتاب داشت. در سال ۲۰۰۵ اتحادیه آزادی‌های حقوق شهروندی ماساچوست از وزارت بهداشت و خدمات انسانی ایالات متحده آمریکا به این سبب که گروه حلقه نقره‌ای از پول حاصل از مالیات به تبلیغ دین مسیحیت پرداخته بود، شکایت نمود. گروه حلقه نقره‌ای دو برنامه تهیه دید. نخست برنامه پرهیز جنسی و دوم اینکه چگونه دین مسیحیت می‌تواند با پرهیز جنسی سازگار باشد. اتحادیه حقوق شهروندی ماساچوست ادعا کرد که گروه حلقه نقره‌ای در تلاش است تا جدایی دین از سیاست در ایالات متحده آمریکا را به خطر بیندازد.
در ۲۲ آگوست دادگاه رای داد که ۷۵٬۰۰۰ دلار از بودجه دولتی متعلق به این گروه به تعلیق درآید. در سال ۲۰۰۶ گروه حلقه نقره‌ای متعهد شد که اصلاحاتی در برنامه‌هایش ایجاد کند و بدین سبب پرونده خاتمه یافت و این گروه توانست از بودجه دولتی بهره ببرد.
برخی از دین و برخی از آمار و ارقام برای دعوت به حفظ باکرگی بهره می‌برند. برخی از پشتیبانی‌کنندگان این جنبش معتقدند می‌بایست از دوران دبیرستان به دانش‌آموزان در رابطه با پرهیز از رابطه جنسی تا پیش از ازدواج آموزش داده شود؛ چراکه دیگر روش‌های آموزش جنسی منجر به تبلیغ سکس پیش از ازدواج می‌شوند که از نظر آنان کاری است غیراخلاقی.

## پژوهش‌ها
پژوهش‌های بسیاری به صورت بازبینی نقطه‌ای در رابطه با پیمان‌های باکرگی انجام شده و نتایج گسترده‌ای را شامل می‌شوند. ۴ تا از ۵ پژوهش صورت گرفته (چه به صورت بازبینی نقطه‌ای و چه غیر آن) بر مبنای داده‌های دولت فدرال یا «مطالعات طولی سلامت بزرگسالان آمریکا» انجام شده که از ۱۳٬۰۰۰ بزرگسال آمریکایی در سال‌های ۱۹۹۵َ، ۱۹۹۶ و ۲۰۰۰ از آن‌ها مصاحبه گرفته شده‌است. دیگر پژوهش‌های بازبینی نقطه‌ای تنها در ایالت کالیفرنیا انجام گرفته‌اند.
نخستین پژوهش در این زمینه توسط پیتر بیرمن جامعه‌شناس از دانشگاه کلمبیا و هنا بروکنر از دانشگاه ییل) انجام شد که طی آن مشخص شد که متعهدشوندگان همچنان سکس داشته‌اند اما آن را به تعویق انداخته‌اند. این پژوهش همچنین مشخص کرد که پیمان باکرگی در دبیرستان‌هایی تأثیر داشت که ۳۰٪ یا بیش‌تر دانش‌آموزان پیمان باکرگی بسته بوده‌اند. در این پژوهش مشخص شد که تعداد متعهدشوندگان در میزان تأثیر این پیمان‌ها نقش به سزایی دارد. در این صورت اگر چنانچه تعداد متعهدان کم باشد پشتیبانی اجتماعی کمی دریاف می‌کنند و چنانچه زیاد باشد، بستن این پیمان دیگر شرم‌آور محسوب نمی‌گردد چراکه همه این کار را کرده‌اند. این پژوهش به همراه دیگر پژوهش‌ها در این زمینه مورد نقد واقع شده‌است؛ چراکه در واقع رابطه همبستگی میان دو متغیر را بیان می‌کند و نه علت و معلولی را.
در پژوهش دیگری توسط بیرمن و بروکر که تا ۵ سال پس از بستن عهد باکرگی صورت گرفت، مشخص شد که افراد درصد بیماری‌های آمیزشی میان کسانی که پیمان باکرگی بسته‌اند با آنان که نبسته‌اند به‌تقریب برابر است. آنان از این پژوهش چنین نتیجه گرفتند که این افراد تنها توانسته بودند از انجام رابطه جنسی واژینال خودداری کنند و گونه‌های دیگر همچون رابطه جنسی دهانی و مقعدی را انجام داده بودند.
آنان همچنین متوجه شدند که مردان ۴٫۵ برابر و زنان ۳٫۵ برابر توانایی خودداری از رابطه جنسی تا رسیدن به ۲۵ سالگی داشته‌اند. همچنین آنان که پیمان باکرگی بسته بودند اما نتوانسته بودند مقاومت کنند و در نتیجه رابطه جنسی برقرار کرده بودند، با شریک‌های جنسی کم‌تری رابطه داشته بوده‌اند.

## نمونه‌ها
شعار گروه True Love Waits (عشق حقیقی شکیباست) در سال ۱۹۹۳ چنین است:

«من با باور به اینکه عشق حقیقی نیاز به شکیبایی دارد، با خودم، خدای خودم، خانواده‌ام، معشوقه‌هایم و همسر آینده‌ام قرار می‌گذارم که تا پیش از ازدواج باکرگی خود را حفظ کنم.»

از دیگر شعارهای این گروه:

«من با باور به اینکه عشق حقیقی نیاز به شکیبایی دارد، با خودم، خدای خودم، خانواده‌ام، دوستانم، همسر آینده‌ام و فرزندان آینده‌ام قرار می‌گذارم که از امروز تا روزی که یک ازدواج مسیحی بکنم، باکره باقی بمانم.»

شعار این گروه در سال ۲۰۰۹:

«من با خود، خانواده و پروردگارم عهد می‌کنم که از هر گونه رابطه جنسی پیش از ازدواج پرهیز کنم. من از باکرگی بدن و اندیشه‌ام حفاظت می‌کنم چراکه معتقدم خداوند بهترین سرنوشت را برایم رقم خواهد زد.»

(نقل به مضمون) «این خواست خداست که شما در تحریم باشید، که از بی‌بندوباری جنسی به دور باشید و اینکه هر کدام از شما باید یاد بگیرد که بدن خود را مقدس نگاه داشته و آن را تکریم کند.» نامه اول به تسالونیکیان ۴:۳–۴

سلنا گومز خواننده و بازیگر، در سن ۱۳ سالگی از پدر خویش حلقه‌ای را هدیه گرفت به عنوان حلقهٔ باکرگی که وی تا ۲۳ سالگی به این حلقه وفادار بود، تا اینکه پس از رابطهٔ جدی با خوانندهٔ دیگر جاستین بیبر، وی تصمیم گرفت این حلقه را از دست خارج کند.